# AFC Challenge League
AFC Challenge League (viết tắt là ACGL) là một giải đấu bóng đá cấp câu lạc bộ thường niên do Liên đoàn bóng đá châu Á (AFC) tổ chức. Đây là giải đấu cao thứ ba trong hệ thống giải đấu cấp câu lạc bộ của bóng đá châu Á, xếp sau AFC Champions League Elite và AFC Champions League Two.
Tiền thân của giải đấu này là AFC President's Cup, được thành lập vào năm 2005. Khi mới tổ chức, AFC President's Cup chủ yếu quy tụ các các câu lạc bộ đến từ các quốc gia có thứ hạng thấp không có suất vào thẳng trực tiếp ở AFC Champions League hoặc Cúp AFC trên bảng xếp hạng giải đấu cấp câu lạc bộ. Năm 2024, AFC thay đổi toàn diện cấu trúc các giải đấu cho câu lạc bộ, trong đó có sự ra mắt của AFC Challenge League; toàn bộ thành tích và kết quả của AFC President's Cup đều được chuyển giao cho giải đấu mới.
Đội vô địch của giải đấu sẽ giành một suất tham dự vòng bảng của AFC Champions League Two mùa giải kế tiếp, nếu họ chưa giành quyền tham dự thông qua thành tích thi đấu trong nước.

## Thể thức

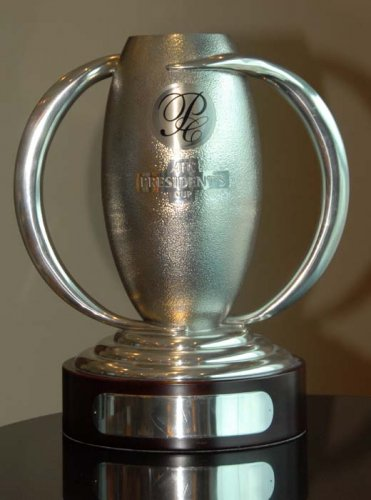
Chiếc cúp của thời kỳ AFC President's Cup

Từ mùa giải 2005 đến 2007, 8 câu lạc bộ được chia thành hai bảng 4 đội; hai đội nhất nhì ở mỗi bảng đấu sẽ tiến vào bán kết. Tất cả các trận đấu được tổ chức tại một nước chủ nhà.
Năm 2008, giải đấu được tăng lên 11 câu lạc bộ. Một vòng loại đã được lập ra với 11 câu lạc bộ chia làm 3 bảng (hai bảng 4 đội và một bảng 3 đội), mỗi bảng thi đấu tại một địa điểm khác nhau. Các đội đầu bảng và đội nhì bảng có thành tích tốt nhất sẽ giành quyền thi đấu ở vòng chung kết.
Năm 2011, giải đấu được tăng lên 12 câu lạc bộ, với ba bảng 4 đội tại vòng loại. Hai đội đứng đầu mỗi bảng sẽ lọt vào vòng kế tiếp gồm hai bảng 3 đội; đội nhất mỗi bảng sẽ tham dự trận chung kết.
Vào tháng 11 năm 2013, AFC thông báo AFC President's Cup 2014 sẽ là mùa giải cuối cùng của giải đấu. Kể từ năm 2015, các nhà vô địch quốc gia đến từ "các quốc gia mới nổi" đủ điều kiện để tham dự vòng loại và vòng play-off của Cúp AFC. Vòng loại của Cúp AFC 2016, với thể thức tương tự AFC President's Cup (ngoại trừ việc không có vòng chung kết), được tổ chức vào tháng 8 năm 2015 nhằm chọn ra hai đội vào vòng play-off của Cúp AFC.
Sau khi tái cấu trúc vào năm 2024, thể thức mới bao gồm 20 câu lạc bộ tham dự chia thành năm bảng. Các đội trong bảng thi đấu vòng tròn một lượt tại  một địa điểm tập trung, với 8 đội đứng đầu lọt vào vòng tứ kết. Các trận tứ kết và bán kết diễn ra trong hai lượt, riêng trận chung kết chỉ diễn ra trong một lượt.

## Các quốc gia tham dự
Trước đây, suất tham dự giải đấu được dành cho các câu lạc bộ đến từ các quốc gia thành viên được AFC phân loại là "quốc gia đang phát triển". Tám quốc gia đầu tiên có đại diện tại AFC President's Cup bao gồm Nepal, Đài Loan, Bhutan, Kyrgyzstan, Sri Lanka, Pakistan, Tajikistan và Campuchia. Trong tháng 3 năm 2012, AFC thông báo rằng Quần đảo Bắc Mariana đã được phê duyệt để tham dự AFC Challenge Cup và AFC President's Cup nếu họ đáp ứng các tiêu chí. Tính đến năm 2014, những quốc gia khác có thể tham dự giải đấu nhưng chưa có đại diện góp mặt gồm: Brunei, Đông Timor, Guam, Ma Cao, Cộng hòa Dân chủ Nhân dân Triều Tiên và Afghanistan.
Từ mùa giải 2024–25, AFC President's Cup được tái lập dưới tên gọi mới là AFC Challenge League, theo đó các hiệp hội thành viên có thứ hạng từ 11 trở xuống ở mỗi khu vực (Đông và Tây) sẽ có quyền tham dự.

## Tiền thưởng
Kể từ mùa giải 2024–25, cơ cấu tiền thưởng cho giải đấu như sau:
| Vòng      | Số đội | Tiền thưởng | Tiền thưởng |
| Vòng      | Số đội | Mỗi đội     | Tổng        |
| --------- | ------ | ----------- | ----------- |
| Vô địch   | 1      | $1.000.000  | $1.000.000  |
| Á quân    | 1      | $500.000    | $500.000    |
| Bán kết   | 4      | $120.000    | $480.000    |
| Tứ kết    | 8      | $80.000     | $640.000    |
| Vòng bảng | 18     | $100.000    | $1.800.000  |
| Tổng cộng | 18     | $4.420.000  | $4.420.000  |

## Các trận chung kết
| dagger | Trận đấu được phân định sau hiệp phụ           |
| *      | Trận đấu được phân định bằng loạt sút luân lưu |

| Mùa giải                        | Vô địch                         | Tỷ số                           | Á quân                          | Địa điểm                                                   | Khán giả                        | TK.                             |
| AFC President's Cup (2005–2014) | AFC President's Cup (2005–2014) | AFC President's Cup (2005–2014) | AFC President's Cup (2005–2014) | AFC President's Cup (2005–2014)                            | AFC President's Cup (2005–2014) | AFC President's Cup (2005–2014) |
| ------------------------------- | ------------------------------- | ------------------------------- | ------------------------------- | ---------------------------------------------------------- | ------------------------------- | ------------------------------- |
| 2005                            | Regar-TadAZ                     | 3–0                             | Dordoi-Dynamo                   | Sân vận động Dashrath, Kathmandu, Nepal                    | 8.000                           | [ 9 ]                           |
| 2006                            | Dordoi-Dynamo                   | 2–1                             | Vakhsh                          | Sân vận động Sarawak, Kuching, Malaysia                    | 500                             | [ 10 ]                          |
| 2007                            | Dordoi-Dynamo                   | 2–1                             | Mahendra Police Club            | Sân vận động Punjab, Lahore, Pakistan                      | 2.000                           | [ 11 ]                          |
| 2008                            | Regar-TadAZ                     | 1–1* (4–3 p)                    | Dordoi-Dynamo                   | Sân vận động Spartak, Bishkek, Kyrgyzstan                  | 10.000                          | [ 12 ]                          |
| 2009                            | Regar-TadAZ                     | 2–0                             | Dordoi-Dynamo                   | Sân vận động Metallurg, Tursunzoda, Tajikistan             | 10.000                          | [ 13 ]                          |
| 2010                            | Yadanarbon                      | 1–0                             | Dordoi-Dynamo                   | Sân vận động Thuwunna, Yangon, Myanmar                     | 23.720                          | [ 14 ]                          |
| 2011                            | Công ty Điện lực Đài Loan       | 3–2                             | Phnom Penh Crown                | Sân vận động Quốc gia, Cao Hùng, Đài Loan                  | 3.238                           | [ 15 ]                          |
| 2012                            | Istiklol                        | 2–1                             | Markaz Shabab Al-Am'ari         | Sân vận động Trung tâm Cộng hòa, Dushanbe, Tajikistan      | 19.323                          | [ 16 ]                          |
| 2013                            | Balkan                          | 1–0                             | KRL                             | Sân vận động Hang Jebat, Malacca, Malaysia                 | 578                             | [ 17 ]                          |
| 2014                            | HTTU Aşgabat                    | 2–1                             | Rimyongsu                       | Sân vận động Sugathadasa, Colombo, Sri Lanka               | 200                             | [ 18 ]                          |
| AFC Challenge League (2024–nay) |                                 |                                 |                                 |                                                            |                                 |                                 |
| 2024–25                         | Arkadag                         | 2–1                             | Preah Khan Reach Svay Rieng     | Sân vận động Quốc gia Morodok Techo, Phnôm Pênh, Campuchia | 51.610                          | [ 19 ]                          |